# Paltamo
Paltamo (Paldamo en sueco) es un municipio y una localidad finlandesa localizada en la región de Kainuu. En 2004, tenía una población de 4.219 habitantes y un área 1.138,98 km² de los que 215,57 km² son agua (densidad de población: 4,6 habitantes por km²). El municipio es unilingüe en finlandés y presenta dos suborganizaciones : Kontiomäki y Paltamo. Kontiomäki tiene unos 600 habitantes.

## Historia
Hay restos, como un arma con forma de cabeza de oso, que datan una población primigenia del pueblo hace 8.500 años. En 1552, el rey Gustavo I de Suecia dio orden de sobre qué áreas del Lago Oulu debían poblarse y 140 familias dejaron la localidad. En 1555 quedaban 133 familias en Paltamo. La iglesia de la imagen fue construidad en 1726 por Johan Simonpoika Knubb y fue la cuarta iglesia de la zona. 
Una de las personalidades más importantes de la literatura finesa, Eino Leino, nació en Hövelö en 1878. Hoy día, Paltamo es uno de los municipios en lento declive de Finlandia. .

## Heráldica
En finés, paltamo significa bote de brea, por eso en su escudo de armas, Paltamo tiene tres botes de brea sobre un fondo dorado.